# おはよう利根川裕です
おはよう利根川裕です（おはようとねがわゆたかです）は、TBSラジオで放送されていた朝の情報ワイド番組。

## 出演者

### パーソナリティ
- 利根川裕（パーソナリティ）
- 竹内道子（アシスタント 1976年）
- 高階玲子（アシスタント 1977年）
- 安藤直美（レポーター）

### 話のサイドミラー
1976年春
- 佐々木謙一
- 野平祐二
- 高柳隆弘
- 扇谷正造
- マシュー・J・サイデン

1976年秋
- 成沢達郎
- 石川弘義
- 天野亮一
- 倉嶋厚
- 松平康隆

1977年春
- 藤堂明保
- 樋口清之
- 天野亮一
- 鈴木武樹
- 成沢達郎

## 番組内タイムテーブル
1976年
- 7:40 おはよう950（マルシンフーズ）
- 7:45 利根川裕のあんなことこんなこと（富士急行）
- 7:50 季節の話題（コカコーラボトラーズ）
- 7:55 こどもの心（資生堂）、気象現況（キユーピーマヨネーズ）
- 8:00 日本全国8時です（トヨタ自動車）
- 8:20 話のサイドミラー（トヨタ自動車）
- 8:30 都民ニュース（東京都）
- 8:35 あちらこちら情報
- 8:40 聞かせてよこのメロディを（ハウス食品工業）
- 8:50 利根川裕のお耳拝借（宝幸水産）、利根川裕のそれはさておき（小林脳行）
- 9:00 ニュース
- 9:05 あの日あの時あのメロディー（白洋舍）

1977年
- 7:40 けさの情報（マルシンフーズ）
- 7:45 あんなことこんなこと（富士急行）
- 7:50 季節の話題（コカコーラボトラーズ）
- 7:55 こどもの心（資生堂）、気象現況（キユーピーマヨネーズ）
- 8:00 日本全国8時です（トヨタ自動車）
- 8:20 話のサイドミラー（トヨタ自動車）
- 8:30 都民ニュース（東京都）
- 8:35 街角リクエスト
- 8:45 聞いて下さいこの気持（宝幸水産）
- 8:50 あちらこちら情報
- 8:55 それはさておき（小林脳行）
- 9:00 ニュース
- 9:05 あの日あの時あのメロディー（白洋舍）